# Emiliano Amor
Emiliano Javier Amor (en árabe: ايميليانو خافيير أمور‎; Buenos Aires, 16 de mayo de 1995) es un futbolista profesional argentino-sirio. Se desempeña como defensor central y y su equipo actual es Colo-Colo de la Primera División de Chile. Además es internacional con la selección de Siria.

## Trayectoria
Amor comenzó su carrera en las divisiones inferiores de Vélez Sársfield. Fue incorporado al equipo profesional por el entrenador José Oscar "Turu" Flores. Debutó el 28 de noviembre de 2014, en la victoria por 2 a 0 sobre Defensa y Justicia.
El 18 de enero de 2018 se transforma en nuevo refuerzo de Sporting Kansas City de Estados Unidos. Tras la temporada 2018-19 cedido en Aldosivi, durante la temporada 2019-2020 ficha con San Martín de Tucumán de la Primera Nacional y tiene su debut como titular en la séptima fecha del campeonato contra Tigre en el Estadio José Dellagiovanna por la lesión de Rodrigo Moreira. Su buena actuación en ese partido le merece la titularidad en el conjunto tucumano durante el resto de la temporada.
En abril de 2021, se anunció su fichaje por Colo-Colo de la Primera División de Chile, luego de gestiones realizadas por el agente Fernando Felicevich.

## Selección nacional
En abril de 2024 se reportó que se encontraba en trámites para obtener la nacionalidad siria y representar a la Selección nacional de aquel país, con vistas a las Clasificatorias de AFC para el Mundial de 2026.El 11 de junio de 2024, tuvo su debut internacional, una derrota 0:5 como visitante ante Japón.

## Estadísticas

### Clubes
| Club                              | Div.          | Temporada     | Liga  | Liga  | Liga   | Copas nacionales | Copas nacionales | Copas nacionales | Torneos internacionales | Torneos internacionales | Torneos internacionales | Total | Total | Total  |
| Club                              | Div.          | Temporada     | Part. | Goles | Asist. | Part.            | Goles            | Asist.           | Part.                   | Goles                   | Asist.                  | Part. | Goles | Asist. |
| --------------------------------- | ------------- | ------------- | ----- | ----- | ------ | ---------------- | ---------------- | ---------------- | ----------------------- | ----------------------- | ----------------------- | ----- | ----- | ------ |
| Vélez Sarsfield Argentina         | 1.ª           | 2014          | 2     | 0     | 0      | —                | —                | —                | —                       | —                       | —                       | 2     | 0     | 0      |
| Vélez Sarsfield Argentina         | 1.ª           | 2015          | 25    | 3     | 0      | 4                | 1                | 0                | —                       | —                       | —                       | 29    | 4     | 0      |
| Vélez Sarsfield Argentina         | 1.ª           | 2016          | 4     | 0     | 0      | —                | —                | —                | —                       | —                       | —                       | 4     | 0     | 0      |
| Vélez Sarsfield Argentina         | 1.ª           | 2016-17       | 6     | 0     | 0      | —                | —                | —                | —                       | —                       | —                       | 6     | 0     | 0      |
| Vélez Sarsfield Argentina         | 1.ª           | 2017-18       | 8     | 0     | 0      | 3                | 0                | 0                | —                       | —                       | —                       | 11    | 0     | 0      |
| Vélez Sarsfield Argentina         | 1.ª           | 2020-21       | —     | —     | —      | 8                | 0                | 0                | —                       | —                       | —                       | 8     | 0     | 0      |
| Vélez Sarsfield Argentina         | 1.ª           | 2021          | —     | —     | —      | 4                | 0                | 1                | —                       | —                       | —                       | 4     | 0     | 1      |
| Vélez Sarsfield Argentina         | Total club    | Total club    | 45    | 3     | 0      | 19               | 1                | 1                | 0                       | 0                       | 0                       | 64    | 4     | 1      |
| Kansas City Estados Unidos        | 1.ª           | 2018          | 5     | 0     | 0      | 3                | 0                | 0                | —                       | —                       | —                       | 8     | 0     | 0      |
| Kansas City Estados Unidos        | Total club    | Total club    | 5     | 0     | 0      | 3                | 0                | 0                | 0                       | 0                       | 0                       | 8     | 0     | 0      |
| Swope Park Rangers Estados Unidos | 3.ª           | 2018          | 2     | 0     | 0      | —                | —                | —                | —                       | —                       | —                       | 2     | 0     | 0      |
| Swope Park Rangers Estados Unidos | Total club    | Total club    | 2     | 0     | 0      | 0                | 0                | 0                | 0                       | 0                       | 0                       | 2     | 0     | 0      |
| Aldosivi Argentina                | 1.ª           | 2018-19       | 23    | 1     | 0      | 5                | 0                | 0                | —                       | —                       | —                       | 28    | 1     | 0      |
| Aldosivi Argentina                | Total club    | Total club    | 23    | 1     | 0      | 5                | 0                | 0                | 0                       | 0                       | 0                       | 28    | 1     | 0      |
| San Martín (Tucumán) Argentina    | 2.ª           | 2019-20       | 16    | 3     | 0      | —                | —                | —                | —                       | —                       | —                       | 16    | 3     | 0      |
| San Martín (Tucumán) Argentina    | Total club    | Total club    | 16    | 3     | 0      | 0                | 0                | 0                | 0                       | 0                       | 0                       | 16    | 3     | 0      |
| Colo-Colo · Chile                 | 1.ª           | 2021          | 23    | 1     | 0      | 7                | 1                | 1                | —                       | —                       | —                       | 30    | 2     | 1      |
| Colo-Colo · Chile                 | 1.ª           | 2022          | 19    | 3     | 1      | 2                | 0                | 0                | 5                       | 0                       | 0                       | 26    | 3     | 1      |
| Colo-Colo · Chile                 | 1.ª           | 2023          | 1     | 0     | 0      | 1                | 1                | 0                | —                       | —                       | —                       | 2     | 1     | 0      |
| Colo-Colo · Chile                 | 1.ª           | 2024          | 25    | 0     | 0      | 3                | 0                | 0                | 13                      | 0                       | 0                       | 41    | 0     | 0      |
| Colo-Colo · Chile                 | 1.ª           | 2025          | 8     | 0     | 0      | 3                | 0                | 0                | 5                       | 0                       | 0                       | 16    | 0     | 0      |
| Colo-Colo · Chile                 | Total club    | Total club    | 76    | 4     | 1      | 16               | 2                | 1                | 23                      | 0                       | 0                       | 115   | 6     | 2      |
| Total carrera                     | Total carrera | Total carrera | 167   | 11    | 1      | 43               | 3                | 2                | 23                      | 0                       | 0                       | 233   | 14    | 3      |
| 1. 2. 3.                          |               |               |       |       |        |                  |                  |                  |                         |                         |                         |       |       |        |

## Palmarés

### Títulos nacionales
| Título             | Equipo           | País  | Año  |
| ------------------ | ---------------- | ----- | ---- |
| Copa Chile         | C.S.D. Colo-Colo | Chile | 2021 |
| Supercopa de Chile | C.S.D. Colo-Colo | Chile | 2022 |
| Primera División   | C.S.D. Colo-Colo | Chile | 2022 |
| Copa Chile         | C.S.D. Colo-Colo | Chile | 2023 |
| Primera División   | C.S.D. Colo-Colo | Chile | 2024 |
| Supercopa de Chile | C.S.D. Colo-Colo | Chile | 2024 |

### Títulos internacionales
| Título                | Equipo (*)         | Sede      | Año  |
| --------------------- | ------------------ | --------- | ---- |
| Copa Intercontinental | Selección de Siria | Hyderabad | 2024 |

### Distinciones individuales
| Distinción                                                    | Año  |
| ------------------------------------------------------------- | ---- |
| Mejor defensa de 2021 por Encuesta El Deportivo de La Tercera | 2021 |
| Equipo ideal del año en la Gala Crack Easy                    | 2022 |